# 星のカービィ 今日もまんまる日記!
『星のカービィ 今日もまんまる日記!』（ほしのカービィ きょうもまんまるにっき!）は、『星のカービィ』シリーズを題材としたダイナミック太郎による連載漫画。現在、『コロコロイチバン!』で連載されている。

## 概要
『コロコロイチバン!』2016年7月号から連載が開始された。連載序盤は、発売日の関係から『星のカービィ ロボボプラネット』を題材にした内容になっていた。その後、連載時の発売された作品を主題にした漫画が連載されるようになった。

## 主な登場キャラクター

### メインキャラクター
カービィ
本作の主人公。ボケ担当。非常に無邪気な性格で（フェクト・エフィリス曰く「ただ遊びたいだけの心」）、喜怒哀楽の表情が豊か。一人称は「ぼく」で、語尾に何も付けない。
非常に食欲旺盛な食いしん坊で、天然トラブルメーカー。デデデ大王の事は「デデデ」と呼び捨てにしている（「デデデ大王」と呼んでいるのは最初の四度だけ）。行き過ぎた行動によりトラブルを起こすとデデデ大王（時にはワドルディやワドルドゥにも）に顔を引き伸ばされ、「ごめんなさい、ごめんなさい…」と謝るのがお約束になっている。
デデデ大王
プププランドの大王（自称かどうかは不明）。一人称は「ワシ」。ツッコミの癖が強い。作中で「わがままでぐうたらな大王」と紹介されている。
基本的には突っ込み役で、よくカービィに振り回されて苦労している。偽者（クローンデデデやデデデ大王のクオリティの低い仮装をしたカービィなど）が出現すると、どんなにあからさまに違う外見でも見分けて貰えない（メタナイトですら）。城がよく破壊されている為、財政難に陥る事もある。そのためかお金に目が無く、大王としてのプライドを捨ててまでお金を儲けようとする事が多い。
基本的には善人だが、1話で食べていたのは各地から奪った食料だったり（デデデ大王が奪わせていたのかは不明）、カインの宝石を奪おうとしたり、時々悪役らしさを見せる事がある。本人は「下のものを導く義務がある」と言っているように時にはワドルディ達を諭したりもすることもある。
フラン・キッスやシャドーカービィといった敵キャラに洗脳された際には、台詞が片仮名表記になるのが特徴。
メタナイト
デデデ大王の側近。一人称は「わたし」。 アニメ版や『プププヒーロー』のようなうわべだけの「忠実なしもべ」では無く、正真正銘の（愚直なまでの）忠誠心を持って仕えている。作者は「カービィとデデデ大王が『ゆるい』担当なら、彼が『しっかり』担当」だとコメントしている。
基本的にはデデデ大王と共にカービィにツッコミを入れる側だが、作者が「しっかり者故に出て来る狂気」と述べているように、激しい天然ボケを見せたり、オーバーな行動を取ったりする。デデデ大王に対して取り返しの付かない大きなミスをしてしまうと（戦艦ハルバードで誤ってデデデ城を破壊した事など）、自刃しようとするのがお約束。戦艦ハルバードを所持しており、直属の部下として、バル艦長やメタナイツ、ワドルディ（船員）がいる。
ワドルディ、ワドルドゥ
デデデ大王の部下。セットで登場する事が多い。一人称はワドルディが基本的に「ぼく」、ワドルドゥが「おれ」（デデデ大王の前では2人とも「わたし」を使用）。ワドルディは何匹もいるようだが（親子関係なども築いている）、特に1匹だけが登場する事も多い。デデデ大王への忠誠心は強いが、時々かなり失礼な発言をすることがある。
ワドルディはかなり真面目な性格で強い正義感も持ち合わせているが、ワドルドゥはどちらかと言うとガサツなとこが多くそれによりトラブルを起こすことがある。

### 主なゲストキャラクター
秘書スージー
ハルトマンワークスカンパニーの女性秘書。第1話で突然現れ、デデデ大王に宣伝目的でインベードアーマーをタダであげた。よく何が何でも改造してしまい、周囲を巻き込んでしまう。
連載開始時期が『ロボボプラネット』が発売されて間も無かった事もあり、初期はデデデ大王の近くにいて何かしら提供していた。その後は登場頻度が減少したものの、たまに登場する準レギュラー的なポジションになっている。ポーカーフェイスでブレない態度が特徴だが、初期の頃は表情の変化やリアクションが大きかった。
時々「スージィ」などと誤記されることもある。そのためか、4巻のカバーでは同じく名前を誤植されたことがあるザン・パルルティザーヌと共に作者を磔にしている。
プレジデント・ハルトマン
ハルトマンワークスカンパニーの社長。原作と異なり、生存している（そもそも戦っていないが、4巻の巻末漫画や5巻のシリーズ30周年記念回では歴代敵キャラに混ざって登場している）。
様々なイベントを開催しており、デデデ大王は彼のイベントに賞金目当てで参加することが多い。
シャドーカービィ
『カービィファイターズ2』編、パズルプラネットで登場。鏡の中から現れたイタズラ好きのカービィ。外見は『トリプルデラックス』で登場した異空間の色のようなもの。
オリジナルのカービィとは対照的に、意地っ張りで強がり。メタナイトにも「普通のカービィとは印象が違う」と指摘されている。
デデデ大王とメタナイトに闇の絆の仮面を被せて洗脳し、バディファイターズタワーに連れ去ってしまう。コピーのもとをカービィが使うと自身も同じコピー能力を得られるなど、カービィ本人が強くなれば影である自身も強くなる。そのため、カービィを強くすることで自身も強くなることが目的だった。だがカービィとはとんでもない泥仕合を繰り広げ、身に覚えがない理由で連続攻撃を受けて敗れた。
リック
4巻の巻末漫画でカービィの仲間として紹介されているが、下の2匹より登場頻度が低い。
カイン
カービィの友達で、「んも～」としか喋れない（その為、カービィが翻訳している）。魚だが、なぜか陸上で生活できる。気に入った人には餌のミミズをプレゼントするが相手からは拒否される。
クー
カービィの友達。言葉は喋れるが吹き出しは使わない。鳥（フクロウ）なのでダイナベイビーの言葉が分かる。
グーイ
カービィの友達。カイン同様言葉を喋れず、主に舌で相手の顔を舐める事で意思を表現する（その為、デデデ大王に投げ飛ばされた）。なお、カービィには言葉が分かる為、仲介している。
『カービィファイターズ2』編ではマホロアを口の中に入れて運んでいた。
ギャラクティックナイト
メタナイトの願いを叶えるべくギャラクティック・ノヴァによって召喚された銀河最強の戦士。だがカービィは彼を無視して「たくさんの食べ物を出してほしい」と願ったことで大量の栗が刺さり、焼き切ろうとしたが逆に弾けた焼き栗が直撃してしまった。最終的に「ポップスターを死の星にしてしまえ」とノヴァに命じたが、激しすぎた戦いの余波でノヴァが破壊されたことで願いもなかったことにされた。
アドレーヌ
描いた絵を実体化できる女の子（同じ特徴で他にビビッティアも登場している）。しかし、実体化した絵の制御はできない模様。芸術の秋でカービィ達が絵を描いていた時に、突然登場した。以降の登場頻度はスージーほどではないが（または並に）低い。5巻では久しぶりに主役になった。
ドロッチェ
お宝を狙う怪盗。本作でもトップクラスにシリアスなキャラだが、カービィに節分の福の神様だと思われ巨大な太巻きを食べさせられそうになるなど、ギャグでシリアスさを壊される事が多い。
ドロッチェ団の他のメンバーも登場している。
チュチュ
『スターアライズ』編で初登場。カービィと仲が良く、その上彼に好意を寄せている。一方で初登場の際にカービィをいじめていると勘違いしたことでデデデ大王を嫌っており、デデデ大王に「リボンだこやろう」と呼ばれ激怒したことがある。
三魔官シスターズ
フラン・キッスは、ザン・パルルティザーヌのことを「お姉さま」と呼ぶ（本作では実の姉妹かは不明）。笑顔のまま物騒な発言をすることも多い。
フラン・ルージュは、原作より男勝りな発言が多く、原作と異なりフラン・キッスへの異常な執着は見せない。
ザン・パルルティザーヌは、任務に非常に真剣。時々帽子に剣が刺さることがある（その度に異常に息が切れる）。プププランドを制圧しようとするがカービィの無邪気などにより度々失敗する。
ハイネス
単体としての登場はなく、三魔官シスターズと揃って登場するのがほとんど。初期は素顔をいじられて怒るネタが多かった。三魔官シスターズが任務そっちのけでイベントを楽しんでいると突っ込んでいる。
なお、原作では正気を失っているような描写があったが、本作ではそのような面はオミットされている。
フラッフ
『毛糸のカービィ プラス』編で登場。毛糸の世界の王子。毛糸の世界を救う為に、メタモルリングやさいほうのもとでカービィをサポートする。
アミーボ・アモーレ
『毛糸のカービィ プラス』編ラスボス。本体は1対の編み棒だが、そのことを知らないカービィとデデデ大王からは鈍器や麺棒扱いされていた。
コックカワサキ
デデデ城の料理人。本作では料理上手であり、性格もまともである（しかし、コックカービィが客(ワドルディ達)を鍋に煮込んだときは激怒したワドルドゥ達と違い「とても斬新だと思う」と評したりそれを実際に採用したりとズレているところもある）。プププランドに来たフラッフ達を持て成す時に初登場して、そのまま準レギュラーに落ち着いた。
タランザ
一人称は「ボク」。クィン・セクトニアへの忠誠心は強いが彼女と知らず攻撃してしまったりしたり（弱点である根を除草剤で枯れさせた）、自分の攻撃を巻き込んでしまったりする事がある。
「クィンズ・ファントム」を使うなど、設定は『スターアライズ』準拠。
クィン・セクトニア
タランザの上司。蜂の姿であり、本来の蜘蛛の姿としての登場は無い。
タランザのせいで不利益を被り激怒することが多い。
マホロア
『スーパーカービィハンターズ』編から登場。商売人としての登場が多い。『Wii』での衣装は本気を出した際の戦闘形態という扱いになっている。
『カービィファイターズ2』編では闇の絆の仮面や呪われた鏡を城に持ち込んでしまったことで騒動が発生してしまい、責任を取るべく奔走させられた。
『Wiiデラックス』編でも原作の衣装で登場。マスタークラウンを狙っている目的は原作同様だが、「みんなが楽しめるテーマパークの支配人になりたかったという夢があった」という設定が明かされている。そのため、マスタークラウンを被った後（原作の第1形態）はその力で様々なアトラクションを生み出し対決を始めている。さらにクラウンの支配が進んで変貌してしまったが（姿も第2形態のものに変化している）、純粋にアトラクションを楽しんでくれたカービィのことを想い続けていたため自我は消えておらず、彼の手で倒されたことで元に戻った。
異世界のカービィ達（ヘビィハンマー、ヒールドクター、マジックビーム）
柄が悪いヘビィハンマー（黄色）、口調は丁寧だが口が悪いヒールドクター（青）、ぱ行の言葉で話すため翻訳不可能なマジックビーム（緑）の3人。
一人称はヘビィハンマーが「おれ」、ヒールドクターが「わたし」（マジックビームは翻訳不可能な為不明）。
キングD・マインド
プププランドを征服すべくアナザーナイトメアによって生み出されたデデデ大王の偽者。一人称は「おれさま」。
周囲が偽者だということに気付かず簡単に征服を終わらせてしまい拍子抜けしていたが、城が財政難だということを知って税金を徴収するように法改正を行った。その結果資金の流れを適切なところに回したことでプププランドを発展させ、周囲からはさらに慕われたため改心してしまった。
アナザーナイトメア
『スーパーカービィハンターズ』編ラスボス。色んな世界にちょっかいをかけて滅ぼすのが趣味。一人称は「わたし」で、普段は敬語で喋るが怒ると荒々しい口調に豹変する。
最初はデデデ大王を攫ってキングD・マインドに成り代わらせようとしたが逆にプププランドを発展させてしまい、誰も偽物に気づかないことへのデデデの怒りを利用し一行を悪夢で苦しめたが他の住人諸共カービィに吸い込まれてしまった。
後日復讐のためにデデデ城に向かったが、たまたまホラー映画の撮影をしていたカービィ達を見て驚いて逃げ帰って行った。5巻でもバランスボール（柄はナイトメアパワーオーブと同じ）にに化けてデデデ城に潜入。節分の豆まきをしていたデデデ大王・ワドルディ・ワドルドゥを鬼役のカービィ・メタナイトに対して攻撃的な性格にしてしまう。だが3人に攻撃手段として扱われた挙句、カービィとメタナイトに盾にされたことで大ダメージを受けてしまった。
エフィリン
『ディスカバリー』編に登場。一人称は「ボク」。カービィ一行と冒険するうちに記念写真を撮ることを学んでいる。
原作とは違いワンダリアで洗脳されたデデデ大王に攫われている（崖で落ちた衝撃で洗脳が一時的に解けたが、電気ショックで戻ったため）。
フェクト・エフィリス
『ディスカバリー』編ラスボス。新世界を滅ぼそうとしている侵略種。
ラボ・ディスカバールのカプセルに長年捕らえられて孤独だったため、無意識ながらも「友達が欲しい」「エフィリンに自分を受け入れてほしい」という願望を抱いている。そのためビースト軍団を洗脳して自分のダジャレや音痴な歌を称賛させた際には「虚しい」と称している。一方で、カービィはエフィリスを本心から褒めて友達になろうとしている。
空間を繋げた際に巻き込まれたメタナイトが運転していたモンスタートレーラーに轢かれてしまい、そのせいで弱体化を実感。「自分の中に混じっていたゴミ」を排出したが、その正体はエフィリンと思い出の写真だった。再会を喜ぶカービィとエフィリンに記念写真を撮影されて歩み寄られ、口では否定するも無意識に尻尾を振って喜んでいたため「この世界を滅ぼすのはやめてやる」と言い残して新世界を後にした（そのため、原作とは違い倒されていない）。
ビースト軍団
原作と異なり、レオンガルフ以外も人語で話せる。
ゴルルムンバ
ゴリラの男性。ワドルディの町を襲ってワドルディ達を攫おうとするが、チェインボムをコピーしたカービィに倒される。その後は「目的を喋ってくれれば完熟バナナを食わせてやる」とメタナイトから尋問されたことで素直に白状してしまった。
キャロライン
豹の女性。ビースト軍団の女性幹部で紅一点。デデデ大王（ビーストキング）にはその容姿や態度から不満を抱いている。デデデ大王がエフィリンを攫って逃走してしまった際にカービィ一行へ同行することになる。
ラボ・ディスカバールでは物陰に隠れていたのでエフィリスの洗脳を受けておらず、エフィリスに対しては「クソつまんな」「そんなエンターテイメント寄りな生き物だったの？」「才能がないタイプ」「地獄のような自作自演」とツッコミを入れていた。
アルマパラパ
アルマジロの男性。一人称は「ぼくちん」で、ダンスドールと踊るのが好き。
ダンスドールを粗大ゴミだと思い込んだメタナイトにモンスタートレーラーで轢かれて破壊されてしまい、挙句ぶき屋ワドルディに自身そっくりのロボットに改造されてしまった。
レオンガルフ
ライオンの男性。ビースト軍団のリーダー。元は心優しい性格だったが、エフィリスに洗脳されたことで豹変していた。
カービィを排除すべくデデデ大王共々洗脳を強められた際には暴走してエフィリスが入ったカプセルを破壊してしまった。エフィリスの称賛に対する正直な感想を尋ねるために洗脳を解除されたが、「クソつまらないギャグ」「雑音でしかない歌」と評していた。その後現れたメタナイトには元凶だと思い込まれ攻撃されてしまい、「なんだこの狂剣士は！？」と混乱していた。
ガルルフィ
ビースト軍団の戦闘員。2匹セットで登場している。
ランディア
4巻で少し登場していたが、『Wiiデラックス』編でメインキャラクターとなっているハルカンドラの主。本来の姿は4つ首の赤いドラゴンだが、4匹に分離することも可能。
危険な力を孕んでいるマスタークラウンを守っている。この力を利用し、本能の欲望を増大させて他者を洗脳することでカービィ達をクラウンから遠ざけようとしていた。デデデ大王にマホロアの本性を語ったが、異空間に飛ばされかけた一同を救うべくカービィが放ったドラゴストームが直撃してしまう。
マスタークラウン
『Wiiデラックス』編の真の黒幕。無限の力を宿し願いを叶えるハルカンドラの秘宝とされているが、その本質は「強靭な心を持っていないと欲に溺れて己を見失ってしまう」という危険物。
実はクラウン自体に自我が宿っており、テーマパークを作る夢を諦めかけていたマホロアに対して「自分を被れば手っ取り早く願いを叶えられる」と誘惑していた。カービィに倒されたマホロアに対し再び自分を被らせようとしたが拒否されたため、その後の動向は不明。

## 書誌情報
- ダイナミック太郎 『星のカービィ 今日もまんまる日記！』 小学館〈てんとう虫コロコロコミックス〉、既刊7巻（2025年4月28日現在）
  1. 2017年11月28日発売、ISBN 978-4-09-142577-5
  2. 2019年3月28日発売、ISBN 978-4-09-143010-6
  3. 2020年5月28日発売、ISBN 978-4-09-143187-5
  4. 2021年9月28日発売、ISBN 978-4-09-143358-9
  5. 2022年10月28日発売、ISBN 978-4-09-143557-6
  6. 2024年2月28日発売、ISBN 978-4-09-143693-1
  7. 2025年4月28日発売、ISBN 978-4-09-154022-5

## 関連作品
作風を同じくするダイナミック太郎による漫画作品を以下に挙げる。

### 星のカービィ パズルプラネット
『コロコロイチバン!』2017年1月号より連載を開始。パズルが間に挟まれる漫画作品で、フォルスタッフ（桧貝卓哉）が構成を担当する。
2021年までにビッグ・コロタン扱いで単行本が2冊発行されている。
- 星のカービィ パズルプラネット（2018年3月7日発売、ISBN 978-4-09-259160-8）[2]
- 星のカービィ パズルプラネット 〜ナゾトキ脳トレ編〜（2021年8月5日発売、ISBN 978-4-09-259192-9）[3]

### 星のカービィ コピー能力4コマ大図鑑
2019年10月発売の『コロコロイチバン!』増刊号『星のカービィファン』で初掲載後、『コロコロイチバン!』本誌でも不定期掲載されている。カービィのコピー能力を主題とした、カラーの4コマ漫画（本誌掲載時にモノクロ原稿だったものも、単行本化の際にカラー化される）。
2024年までにコロタン文庫扱いで単行本が2冊発行されている。
- 星のカービィ コピー能力4コマ大図鑑（2022年8月3日発売、ISBN 978-4-09-281252-9）[5]
- 星のカービィ コピー能力4コマ大図鑑 プププなチカラ編（2024年4月3日発売、ISBN 978-4-09-281258-1）[6]

### 星のカービィ 夢幻の歯車の大冒険!!
2022年9月発売の『コロコロイチバン!』増刊号『星のカービィファン』第2号より連載。『コロコロイチバン!』本誌には未掲載。グッズ用のアートワーク『カービィと夢幻の歯車』を題材とした漫画作品。